# ユージン・シューメーカー
ユージン・マール・シューメーカー（Eugene Merle Shoemaker、1928年4月28日 - 1997年7月18日）は、アメリカ合衆国の天文学者・地球科学者・惑星科学者。カリフォルニア州・ロサンゼルス出身。「ジーン Gene」の愛称で知られた。
プリンストン大学卒業後、クレーターに関する研究を行い、エドワード・チャオと共にバリンジャー・クレーター、ネルトリンガー・リースからコーサイトとスティショバイトを発見。これらが隕石の衝突によって形成されたと初めて科学的に立証した。アポロ計画に参加して月の地形図を作成する一方、月の地質調査を行うことを目標に宇宙飛行士としての訓練を受けたが、アジソン病のため断念（月の地質調査はアポロ17号においてハリソン・シュミットが実現させた）。1969年にカリフォルニア工科大学の教職に就き、のちの発見をもたらした小惑星の組織的な捜索を開始した。
その後、妻キャロライン・シューメーカーとデヴィッド・レヴィと共に、数多くの小惑星、彗星を発見した。特に、シューメーカー・レヴィ第9彗星は、木星に衝突したことで有名となった。
1997年、オーストラリア・アリススプリングス付近でクレーターの調査中に交通事故で急逝した。後年、ユージン・シューメーカーの遺灰の一部はルナ・プロスペクターに搭載され、月面を歩くことだった彼の夢を叶えるべく月に送られている（宇宙葬）。
小惑星探査機NEARは、(433)エロスに着陸後、彼に弔意を表してNEARシューメーカーと改名し、同機の着陸地点は「シューメーカー・クレーター」と命名された。
また、オーストラリアにあるクレーターと、月のクレーター（ルナ・プロスペクターの着地地点）、同僚のエレノア・ヘリンが発見した小惑星(2074)シューメーカーにも名を残している。

## 受賞歴
- 1982年: アーサー・L・デイ・メダル（アメリカ地質学会）
- 1985年: レオナード・メダル（国際隕石学会）
- 1992年: アメリカ国家科学賞
- 1996年: ウィリアム・ボウイ・メダル（アメリカ地球物理学連合）